# Жукова Ольга Григорівна
Ольга Григорівна Жукова, літературний псевдонім Альона Жукова (нар. 31 травня 1957, Одеса, УРСР, СРСР) — письменниця, сценарист, кінокритик. Автор і співавтор сценаріїв кінострічок «Дике кохання» (1993) та «Зефір у шоколаді» (1994).

## Життєпис
Працювала головним редактором творчого об'єднання «Аркадія».
З 1994 мешкає в місті Торонто, Канада. Головний редактор канадського російськомовного літературного журналу рос. «Новый Свет» (Новий світ).
Автор книги прози «Чому снилися яблука Марині» (2009, 2-е вид. — 2010) та роману «Дует для самотності». Співпрацює з багатьма журналами та газетами в Канаді, Україні, Росії, США.
Член Спілки кінематографістів України, Спілки письменників Росії, Міжнародного товариства Антона Чехова, Спілки письменників XXI століття; віце-президент, програмний директор фестивалю російського кіно в Канаді — Toronto Russian Film Festival (TRFF).
Лауреат премії журналу «Діти Ра» в номінації «проза» (2011).
Лауреат премії імені Пантелеймона Куліша (2017).